# 埃塞尔斯坦
埃塞尔斯坦（894年—939年10月27日），924年至927年为盎格鲁-撒克逊国王，927年至939年为英格兰国王。他是长者爱德华和他第一任妻子埃格温之子。现代历史学家认为他是首任英格兰国王以及一位最伟大的盎格鲁-撒克逊国王。他终生未婚，死后王位由异母弟埃德蒙继承。
924年，埃塞尔斯坦打败异母弟埃尔夫沃德，夺得威塞克斯王位。埃塞尔斯坦于927年成功征服了斯堪的纳维亚约克王国的维京人，之後消灭了诺森布里亚王国，建立了英格兰王国，使其成为了整个英格兰的第一位统治者，也被历史学家称为第一位英格兰国王。他自称为“英格兰国王”，同年苏格兰和威尔士国王投降，使得他可以自称为“不列颠国王”。他在927年的布鲁南博尔之战中击溃苏格兰和维京军队，从而确立了他的威望。但实际上，他的统治被完全笼罩在他的祖父阿尔弗雷德大帝的阴影下，以至于经常被忽视，现今他被重新审视，被认为是最伟大的威塞克斯国王之一。
他的统治对10世纪政治发展有着非同凡响的重要意义。现在的历史学家普遍都认同十二世纪的年鉴编纂者威廉对埃塞爾斯坦的评价：“没有任何其他人比埃塞尔斯坦更了解他的王国了”。在他的统治期间，王室一直是英国的学术中心。他一生未婚，王位由他同父异母的兄弟埃德蒙一世继承。在埃塞尔斯坦死后，维京人卷土重来，控制了北部地区，虽然埃德蒙一世收复了部分地区，但是直到954年约克才被收复。

## 背景
到了9世纪，许多早期盎格鲁-撒克逊王国整合成四个较大的王国，分别是威塞克斯、麦西亚、诺森布里亚和东盎格利亚。:95, 236麦西亚在8世纪曾是英格兰南部最强大的王国，但到了9世纪初，威塞克斯在埃塞尔斯坦的高祖父埃格伯特治下得到振兴。该世纪中叶，维京人不断入侵英格兰，其中以865年的异教徒大军来势最猛。至878年，维京人相继占领东盎格利亚、诺森布里亚和麦西亚，且攻陷了威塞克斯的大部分地区。西撒克逊人在埃塞尔斯坦的祖父阿尔弗雷德大王带领下反抗，并在艾丁顿之战取得决定性胜利。:11–13, 16–23阿尔弗雷德跟维京首领古思伦一世订约瓜分麦西亚之地，西部归威塞克斯，东部则归属维京人统治的东盎格利亚地区。9世纪90年代，维京人再次进攻，但被阿尔弗雷德之子爱德华（即埃塞尔斯坦的父亲）和女婿埃塞尔雷德合兵击败。埃塞尔雷德是麦西亚人之领主，娶阿尔弗雷德之女埃塞尔弗莱德为妻，负责统治麦西亚地区。899年，阿尔弗雷德去世，王位由埃塞尔斯坦的父亲爱德华继承。阿尔弗雷德的哥哥及王位前任者埃塞尔雷德一世之子埃塞尔沃尔德僭揽大权，但902年就在霍姆之战中被杀。:259–269, 321–322
在接下来的几年里，盎格鲁人和丹麦人间的战争鲜为人知，但在909年，爱德华派遣一支西撒克逊-麦西亚联军蹂躏诺森布里亚。次年，诺森布里亚的丹麦人袭击麦西亚，但在泰特豪尔之战遭到决定性失败。911年，埃塞尔雷德去世，麦西亚由他的遗孀埃塞尔弗莱德统治。其后10年间，爱德华和埃塞尔弗莱德征服了维京人统治的麦西亚和东盎格利亚。918年，埃塞尔弗莱德去世，她的女儿埃尔夫温一度继承了母亲对麦西亚的统治，但同年爱德华就废黜外甥女，将麦西亚置于自己治下。
当924年爱德华去世之际，他控制着整个英格兰亨伯以南地区。维京人之王西特里克则统治诺森布里亚南部的约克王国，诺森布里亚北部的伯尼西亚旧地则由埃尔德雷德统治，其发源地位于现在的班堡。康斯坦丁二世统治阿尔巴，其西南方是不列颠人的斯特拉斯克莱德王国。而威尔士则由一些王国割据，包括西南部的德赫巴思、东南部的格温特、格温特正北方的布雷切尼奥格和北部的格温内思。:510–512, 548

## 资料来源

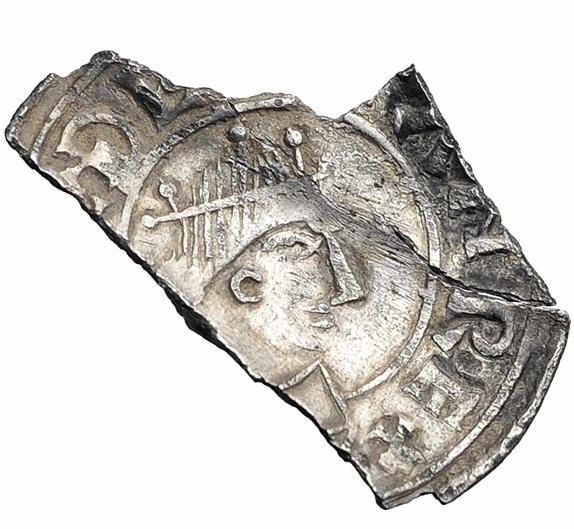
埃塞尔斯坦便士

关于埃塞尔斯坦生活方面的资料有限，他的第一部传记由牛津大学的萨拉·富特所作，在2011年才出版。《盎格鲁-撒克逊编年史》中的这一部分主要专注于埃塞尔斯坦的统治时期的军事活动，因此除了描写他的一些重要军事胜利之外，对于他的统治活动则只字未提。:16712世纪的威廉所著编年史是关于埃塞尔斯坦生活方面资料的重要来源，然而由于缺乏其他来源的佐证，历史学家们一直对威廉的叙述持谨慎态度。大卫·邓维尔极力驳斥威廉的观点，认为他是一个“不可靠的证人”（treacherous witness），不幸的是他的观点太过有影响力了。:146, 168然而，萨拉·富特倾向于接受迈克尔·伍德的观点，伍德认为威廉的编年史勾画了埃塞尔斯坦不为人知的生活画卷。但她提醒道，我们没办法知道威廉在编年史里到底为真实的埃塞尔斯坦“加工”（improved）了多少。:251-258
还有各种各样的描述埃塞尔斯坦统治期间的资料，邓维尔的观点认为信息比事实上看起来更加缺乏。而当时留下的“土地证书”（charters）为研究埃塞斯坦的政府提供了一线光明，据信埃塞斯坦在928年至935年之间起草了所有『土地证书』，『土地证书』将地理位置描述得非常详尽，历史学家可以通过『土地证书』来分析追踪埃塞斯坦在全国的活动过程。此外，历史学家们还越来越关注一些并非在历史界常用的资料，例如对于他的赞美诗和与他名字相关的手稿等。
埃塞尔斯坦曾把大量的手稿和纪念品捐赠给教会，这些也进一步提供了资料。的确，埃塞斯坦的名誉太好了，以至于后来一些修道士不实地声称他们的机构有很多人从获赠中受益。他还特别专注于切斯特街（Chester-le-Street）圣卡斯伯特祭祀仪式，他的捐赠中包括比德在圣卡斯伯特的生活。有一幅埃塞斯坦向圣卡斯伯特展示一本书的画像（这是一幅手稿中的插图），是迄今留存最早的英国国王肖像。

## 早年生活

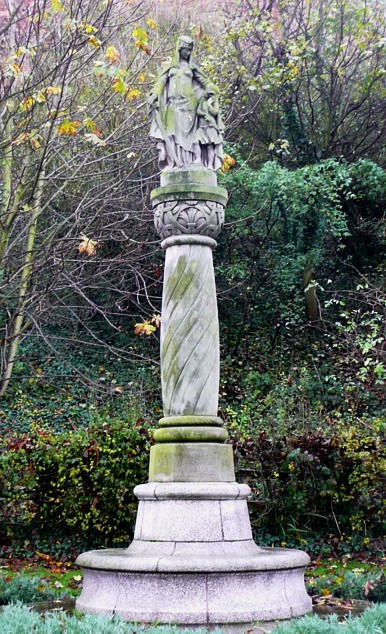
位于塔姆沃思的一尊雕像，刻画的是麦西亚人之女领主埃塞尔弗莱德和她的外甥埃塞尔斯坦

根据威廉所说，埃塞尔斯坦在924年即位时三十岁，这将意味着他出生于894年左右。:29他是长者爱德华与第一任妻子艾格温所生独子，也是长者爱德华的长子。人们对艾格温知之甚少，甚至在诺曼人征服英格兰之前的文献中从未提及她的名字。中世纪编年史家对她的等级描述有所不同，一种描述说她地位低下，是个出身卑微的配偶，另一种描述则说她出生高贵。:30现代历史学家也对她的所处地位意见不一。西蒙·凯恩斯和理查德·埃布尔斯（Richard Abels）相信，威塞克斯的领军人物都不愿意接受埃塞尔斯坦为王，在一定程度上是因为他的母亲是长者爱德华的妾。:307但芭芭拉·约克和苏拉·富特则认为，埃塞尔斯坦是非婚生子的传闻是争夺继承权过程中人为捏造的产物，没有理由怀疑她不是爱德华的合法妻子。:29–31:26, 33她可能与圣邓斯坦有关。:66–67
威廉写道，阿尔弗雷德在一场仪式上授予小孙子荣誉，赐予他一件猩红色披风、一个镶满珠宝的腰带和一把有镀金剑鞘的剑。:31–33现代拉丁语学者迈克尔·拉皮奇和历史学家迈克尔·伍德看到，阿尔弗雷德的侄子埃塞尔沃尔德声称索要王权，对阿尔弗雷德直系后裔的继承造成威胁，因此阿尔弗雷德在那时指定埃塞尔斯坦为可能继承人，:68, n. 96:157–158但历史学家珍妮特·纳尔逊则提示，此事必须放在9世纪80年代阿尔弗雷德和爱德华发生矛盾的大背景来看，可能反映了阿尔弗雷德想在死后由儿孙分治王国。:63–64历史学家马丁·赖安（Martin Ryan）更进一步认为，此事暗示相较于爱德华，晚年的阿尔弗雷德更倾向于让埃塞尔斯坦做自己的继任者。:296
大约在阿尔弗雷德死时，艾格温可能已经去世，也可能被抛弃，爱德华娶了第二任妻子埃尔弗莱德，这样埃塞尔斯坦的地位实际上削弱了，因为他的后母自然会更关心自己的亲生儿子埃尔夫沃德和埃德温。:31-33到了920年，爱德华娶了第三任妻子伊基芙，可能将埃尔弗莱德抛弃。伊基芙也生有两子，即未来的两个国王埃德蒙一世和埃德雷德。此外，爱德华还有很多女儿，可能有九个之多。:xv, 44-52
埃塞尔斯坦可能在姑姑埃塞尔弗莱德和姑父埃塞尔雷德的麦西亚宫廷中接受后来的教育，并且极有可能在随军征服丹麦律法施行的麦西亚时接受了军事训练。根据一份日期为1304年的抄本所述，在925年，“根据一份如同父亲般关爱的条约，该条约是他以前对麦西亚人之郡长埃塞尔斯坦的承诺”，埃塞尔斯坦将特权宪章赐给了格洛斯特圣奥斯瓦德修道院，而他的姑姑和姑父正是葬于该修道院。:17, 34–36, 206埃塞尔弗莱德在918年死后，爱德华直接控制了麦西亚，而埃塞尔斯坦可能也是代替父亲对那里表示关注。

## 统治

### 权力斗争
924年7月17日爱德华去世，很多事情变得晦暗不明。爱德华与埃尔弗莱德的长子埃尔夫沃德在901年的一份继承权列表中被排在了埃塞尔斯坦前面，这说明爱德华可能希望阿佛韦德继承王位，至少是威塞克斯的王位。然而当爱德华去世的时候，埃塞尔斯坦就在默西亚陪伴在父亲身边，而阿佛韦德则远在韦塞克斯。于是默西亚推举埃塞斯坦为国王，阿佛韦德则继承了韦塞克斯王位。于是王国分裂了，不管是否出于故意，这都给王国带来了不稳定因素，然而阿佛韦德仅仅比他父亲多活了16天，阿佛韦德的去世改变了所有的事情。即使是这样，韦塞克斯也还是反对埃塞斯坦即位的，尤其是在温彻斯特阿佛韦德下葬的地方。根据马姆斯伯里的威廉叙述，有一个名叫阿佛列（与阿佛列大帝同名）的人，由于怀疑埃塞斯坦的合法继承人身份，想将他致盲，但也不知道是他自己想继承王位还是想让阿佛韦德的弟弟埃德温继承王位。925年埃塞斯坦成为默西亚国王，在当年的一份德贝郡的『土地证书』中，他称自己为Rex Anglorum（即为英格兰国王的意思），这份证书的公证人只有当时的默西亚主教。然而直到925年中期之前埃塞斯坦都无法在韦塞克斯地区行使权利，他最终于925年9月4日加冕。他的加冕典礼在泰晤士河上游的金斯顿举行，这里的地理位置非常有象征意义，因为它正好在韦塞克斯和默西亚的交界处。由当时的坎特伯雷大主教阿瑟姆（Athelm）加冕，可能就是在这次典礼上，阿瑟姆开创了一个新的加冕礼义（ordo），他将一顶皇冠带在了国王头上，而不是像以前那样国王在加冕典礼时带上头盔。『ordo』是受到了西法兰克族礼拜形式的影响，同时也演变成了一个中世纪法文词汇『ordo』。
埃塞尔斯坦和温彻斯特之间的紧张关系似乎持续了很多年。温彻斯特主教弗里塞斯坦（Frithestan）并没有参加加冕典礼，而且928年之前也没有为艾塞斯坦公证过任何一张已知的土地证书。928年后，直到佛利赛斯坦931年退休退休为止，他一直为艾塞斯坦公平的且尽心竭力的公正地契，但是相对于他的贡献他在主教中排在了比较低的位置。艾塞克斯的法定继承人埃德温在9世纪30年代曾试图谋反，933年在逃往法国的路上被淹死。他的表弟阿德罗夫将他埋葬于圣奥梅尔的圣伯廷大教堂，据编年史作者，佛格恩（Focuin）记述，由于英格兰的动荡埃德温国王（原文如此）逃离了那里。佛格恩还描述，艾塞斯坦由于他的弟弟去世给了教堂很多捐赠，教堂的僧侣去英国向他表达了谢意。而佛格恩其实并没有意识到，当这些僧侣在944年1月到达英格兰的时候，艾塞斯坦实际上已经去世了。根据12世纪的历史学家赛蒙的记述，埃德温实际上是艾塞斯坦下令淹死的，但这一观点基本上被其他历史学家忽视了。基本上可以肯定，埃德温的死对于促进结束温彻斯特的对抗立场是非常非常重要的。

### 英格兰国王
长者爱德华在位期间，在埃塞尔弗莱德和她丈夫的协助下收复了丹麦人占领的默西亚和东盎格利亚，然而丹麦国王西特里克·凯奇（Sihtric Cáech）仍然控制着斯堪的纳维亚约克王国（前身是德伊勒的北诺森布里亚王国）。926年1月，在艾塞斯坦加冕后不久，他将其妹嫁给了西特里克。两位国王同意不会侵犯对方的领土并且不会支持对方的敌人。过了几年西特里克去世，艾塞斯坦则抓住机会迅速牟取了他的领土。西特里克的一个表弟高森佛利森（Guthfrith）企图率领军队从都柏林出发重新夺取王位，随即被艾塞斯坦轻松击溃。他占领了约克，并且迫使当地的丹麦人向他臣服。根据南方的一些编年史作者叙述“艾塞斯坦继承了诺森布里亚王国”，并且他是否真的和高森佛利森开战实际是不确定的。有些诺森布里亚人一直拒绝来自南方的统治，对艾塞斯坦的入侵表示强烈愤怒。而927年7月12日，在彭里斯附近的埃蒙特举行的一次会议上，苏格兰国王康斯坦丁，西威尔士国王海威儿·达 ，班堡的埃尔德雷德，斯特拉思克莱德国王欧文一世（或者是格温特的摩根·AP·欧文）一致承认艾塞斯坦为国王。于是艾塞斯坦陈兵威尔士边境，迫使威尔士诸侯承认他的统治权并且缴纳了数量可观的供品。这次会议另外一个更加深远的影响是规定了英格兰和威尔士在赫勒福德地区以威河为界。根据威廉的叙述，艾塞斯坦从此时候开始驱逐埃克塞特的康沃尔人，并以他玛河为界大量构造防御工事。然而历史学家对此表示怀疑，因为康沃尔此时已被英格兰，至少是名义上的，统治了100多年了。艾塞斯坦只不过是增强了对那里的统治，并且任命了第一位康沃尔大主教——科南。艾塞斯坦的所有举措为北方带来了7年的和平。
于是埃塞尔斯坦成为了所有盎格鲁-撒克逊人的国王，而实际上他也已经成为了整个不列颠的国王。933年至938年发行的硬币上有艾塞斯坦的带王冠半身像，这是盎格鲁-撒克逊王朝首次在硬币上用带王冠的国王肖像；而且所有硬币和土地证书上都标明Rex totius Britanniae（译为整个不列颠的国王）。亚历克斯·伍尔夫说：“很明显，艾塞斯坦是一位非常有主见的国王。”
埃塞尔斯坦的成功奠定了925年至975年间，长达50年稳定的英格兰国王统治，此段时间被约翰·麦蒂考特称为英格兰帝国时期，这段时间威尔士和苏格兰的统治者们都参加英格兰国王的御前会议，并且一同公正所有的土地证书。威尔士国王在928年至935年间参加艾塞斯坦的御前会议，并且在土地证书的公正名单上排在最前面，说明在艾塞斯坦心目中，他的地位与当时参与公正的其他名人来比要重要的多。尽管如此，艾塞斯坦还是将威尔士国王看待为一名俘虏，强迫他纳贡，强迫他参加御前会议。他试图与新领地——诺林伯利亚——的权贵进行和解，以把他们纳入自己的管辖。他慷慨地给贝佛利大教堂，切斯特街大教堂和约克大教堂大量的捐赠，以强调他是一名忠实的基督徒。然而他的举措惹怒了一个旁观者，北部的天主教国家，他们遂与都柏林的斯堪的纳维亚异教徒结成了联盟。

### 入侵苏格兰
埃蒙特会议后持续了7年的和平，934年艾塞斯坦入侵苏格兰。入侵的原因还不是很清楚，历史学家也众说纷纭。但有一个可能的原因是933年他同父异母的弟弟埃德温去世，结束了威塞克斯内部长期的争斗。都柏林的斯堪的纳维亚国王高森佛利森（Guthfrith）于934年去世，去世前他实际上已经基本控制了诺林伯利亚，于是丹麦人认为高枕无忧，并没有意识到潜在的危险，这给艾塞斯坦向北扩张提供了有利条件。克隆马克诺伊斯年鉴提供了另外一种可能的解释，934年，班堡的埃尔德雷德去世，艾塞斯坦和阿爾巴國王康斯坦丁二世为了争夺他的地盘而发生战争。盎格鲁-撒克逊编年史非常简要的记载了这次战争，但并没有记录原因，12世纪编年史作者约翰（John of Worcester）记录原因是由于康斯坦丁破坏了与艾塞斯坦的盟约。
埃塞尔斯坦于934年派出军队，军中有4个威尔士诸侯王，德赫巴思王国的海威儿·达（Hywel Dda），格温内思王国的伊德沃尔·佛尔（Idwal Foel），格温特的摩根·AP·欧文（Morgan ap Owain）和布莱切尼奥的图德·AP·格里佛利（Tewdwr ap Griffri），与他随行的还有18位主教和13位伯爵，其中6个是英格兰东部的丹麦人。艾塞斯坦于6月下旬或7月上旬到达切斯特街，在那里他向圣·卡斯伯特公墓捐赠了大量礼物。入侵是从海陆两路同时展开的，根据12世纪编年史作者西蒙（Simeon of Durham）叙述，他的陆路军队最远洗劫了苏格兰东北部的邓诺特城堡（Dunnottar Castle），而海陆军队则先是袭击了凯思内斯（Caithness），然后是奥克尼（Orkney）的斯堪的纳维亚王国的一部分。
整个军事行动都没有记录任何战役，编年史中也没有记载任何成果，然而埃塞尔斯坦的土地证书却记载得非常清楚。9月间他回到了英格兰南部的白金汉（Buckingham），在那里康斯坦丁二世公正了一个土地证书，在证书中称自己为subregulus，这实际上是一位国王承认了艾塞斯坦的统治地位。12月艾塞斯坦在萨默塞特的弗罗姆召开御前会议，只有一位subregulus——海威儿·达参加，但是次年在赛伦塞斯特
的一份土地证书中，公证人为康斯坦丁，斯特拉思克莱德国王欧文一世，海威儿·达，伊德沃尔·佛尔和摩根·AP·欧文。935年圣诞，斯特拉思克莱德国王欧文一世再次参加艾塞斯坦的御前会议，与会的还有很多威尔士诸侯王，但此次康斯坦丁缺席。不到两年多的时间，他重返英格兰，而此时局势已经完全不同了。

### 布鲁南博尔之战

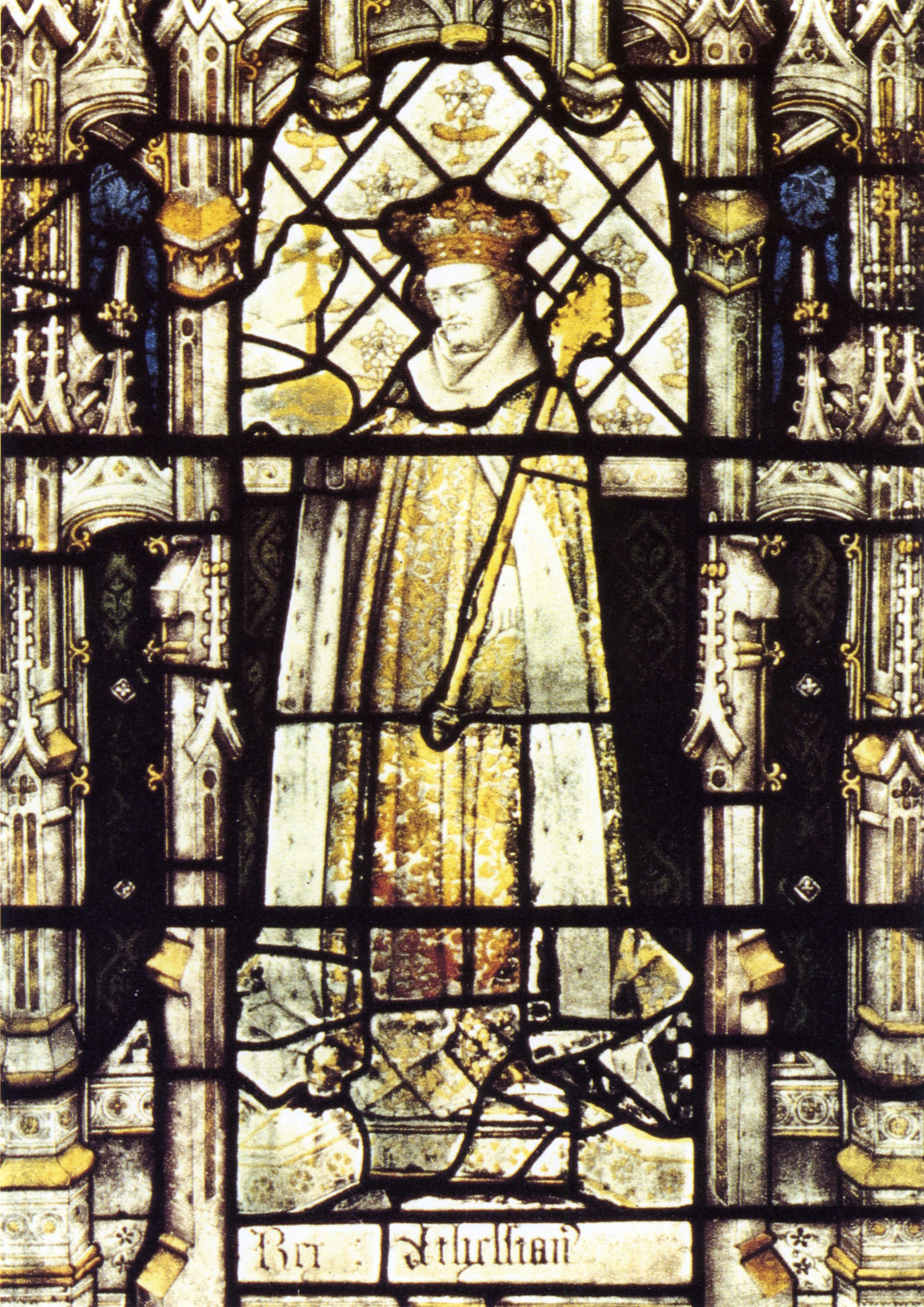
牛津大学万灵学院内的艾塞斯坦像

934年奥拉夫三世继承了他父亲高森佛利森的都柏林的古斯堪的纳维亚王位。奥拉夫与康斯坦丁二世的女儿结婚，从而与苏格兰结盟。937年，奥拉夫击败了在爱尔兰维京领土上的其他竞争对手，并且准备重建他父亲的约克王国。无论是奥拉夫还是康斯坦丁都无法单独对抗艾塞斯坦，但联合起来他们就有希望挑战韦塞克斯的统治权了。是年秋季，他们与斯特拉思克莱德的欧文联合起来，入侵英格兰。并与艾塞斯坦和他弟弟爱德蒙率领的西韦塞克斯和默西亚军队在布鲁南博尔之战中狭路相逢。结果毫无悬念地以艾塞斯坦大获全胜而告终。奥拉夫带领他的残余军队逃回了都柏林，康斯坦丁的儿子战死。英格兰方面的损失也相当惨重，包括艾塞斯坦的两位表兄，以及长者爱德华的弟弟埃塞尔维尔的几个儿子。
乌尔斯特年鉴这样记载这次战役：
撒克逊人和北方人之间发生了一次声势浩大又可歌可泣的战役。是战中，数以千计的北方人战死，但是他们的国王奥拉夫却带着几个随从仓惶逃窜。与此对比鲜明的是撒克逊人同样损失惨重，而撒克逊国王艾塞斯坦却最终获得了巨大的胜利。
二三十年后，编年史作者埃塞尔维尔德记述到公众普遍认为那是一次'伟大的战役'，历史学家艾尔弗雷德·P·史密斯形容这是“盎格鲁-撒克逊历史上最伟大的一次战役”盎格鲁-撒克逊编年史则摒弃了一贯言简意赅的风格，用一篇长诗来赞美这次伟大的胜利。然而却没人明确的知道这次战役的具体地点，大多数历史学家都比较倾向于威勒尔半岛上的布兰博罗
苏拉·富特的观点认为，用任何辞藻来形容这次战役的重要性都不过分：如果艾塞斯坦战败，西韦塞克斯统治下的不列颠就会土崩瓦解。亚历克斯·伍尔夫则认为这次战争对于不列颠的政治力量分布并没有多大影响；更何况当艾塞斯坦去世后，他所有的成就都付诸东流，而且奥尔夫后来也当选为诺森布里亚国王。

## 王位

### 行政制度
盎格鲁-撒克逊国王们通过郡长来统治全国，当时的郡长通常是一个郡或者几个郡的最高行政长官。在郡长之下的皇家官员一般都是当地的贵族和地主，他们通常都管理一个镇或者是一座皇家庄园。有一个与艾塞斯坦同名的郡长，由于才华出众，从932年起负责管理东盎格利亚东部的丹麦人领地，那是全英格兰最大，最富庶的一个地区。他的影响力非常大，以至于被人们称为'共治-艾塞斯坦'。有好几个郡长是斯堪的纳维亚人，这一点可以从他们公正的土地证书中的斯堪的纳维亚姓名得到证实，不过他们的祖籍不详，他们大多数是在长者爱德华时期带领过丹麦军队的伯爵们的继承人，他们被艾塞斯坦任命为当地政府的皇家代表。在中世纪，教会和国家的权利并没有被分开，非教会官员通常都会与该地区的主教或者修道院院长紧密合作，同时他们也会参加国王的皇家会议。
作为全盎格鲁-撒克逊人民的第一任国王，艾塞斯坦需要异常有效的手段去管理他扩大了的国度。在先人的基础上，他建立了英格兰前所未有的最中央集权的政府。一个非常关键的方法是皇家理事会（贤人会议）。艾塞斯坦主要还是驻驾在韦塞克斯，通过理事会的成员控制其他地区。从长者爱德华时代就留下了一个小型的理事会，艾塞斯坦得以将他扩大以适应扩大了的领土，参加的人有主教，郡长，乡绅，边远地区的头领以及任何承认他权威的地区独立领导人。弗兰克·斯坦顿认为艾塞斯坦的理事会是一个“全国性会议”，目的就是打破地方保护主义，因为这种保护主义是妨碍英格兰统一的最大障碍。约翰·麦蒂考特则认为其意义更加深远，他认为这种集中会议的形式实际上是在英格兰政府中定义了一个角色，艾塞斯坦“在不知不觉中成为了英格兰国会之父”。

### 法律制度
用古英语写成的律法最早可以追溯到7世纪的埃塞波特，而盎格鲁-撒克逊人则是北欧众国中第一个用现代英语（vernacular）撰写律法的。埃塞尔斯坦的统治时期留下了7部法典，比任何其它10世纪的国王都要多。皇家理事会接受了这些法典，教会对艾塞斯坦统治期间制定和强化法律起到了越来越多的作用，于是主教的地位也随之提升到了一个新的水平。帕特里克·沃莫尔德（Patrick Wormald）的观点认为法律条文都是由沃佛海姆写成的，他于926年接替阿瑟姆任坎特伯雷大主教。在沃佛海姆和他的主教们的建议下，埃塞尔斯坦最早制定的两部法典都主要规定了关于牧师和教会活动的各种事宜。其中第一部中规定了十一税的重要意义，第二部则强化了他的地方长官进行慈善事业的责任和义务，规定了每年向穷人进行施舍的数量以及要求地方长官每年都要释放一名犯人。
稍后制定的法典主要关注社会秩序，尤其是盗窃，艾塞斯坦认为盗窃是社会陷入混乱的最重要的诱因。这一时期的第一部法典在格雷特里（Grately）发布，法典中规定了任何年满12岁的人，偷窃8便士货物都会受到严酷的刑罚，包括死刑。这一法典似乎收效甚微，于是艾塞斯坦稍后在埃克塞特发布了另一条法典：
我——埃塞尔斯坦国王——宣布，我认为公众秩序并没有达到预期的程度，或者是格雷特里法典中规定的程度。内阁表示艾塞斯坦对此苦恼了很长时间。
束手无策的内阁最终决定试行另一种完全不同的策略，规定只要盗贼可以赔偿损失他们就可以获得赦免。如果权贵包庇犯罪的亲属他们就会被流放到王国的偏远地区。这一策略并没有施行很长时间，而且艾塞斯坦很快就在赞德菲尔德恢复了严酷的刑罚，只是将死刑的最小年龄提高到了15岁，因为他认为“对于这么个小罪行就处死年龄这么小的人是非常残忍的，尤其是几乎到处都有这种罪行发生。”
帕特里克·沃莫尔德的结论比较粗暴“艾塞斯坦制定的这种法律与他励精图治的宏图大业无关，只是由于间歇性神经紧张的影响。”他认为“艾塞斯坦在其统治期间的立法行为可以被定义为'发烧式的'......其结果可见一斑，诚实的讲是一团糟。”西蒙·凯恩斯的观点相反，他认为格雷特里法典是“立法中非常重要的组成部分”，法典凸显了国王期望维护社会秩序的决心。

### 硬币制度
盎格鲁-撒克逊王朝后期拥有欧洲最为先进的硬币制度，但是这要到9世纪70年代埃德加一世进行硬币制度改革之后，艾塞斯坦的贡献则比较有限。格雷特里法典有一个条款规定整个王国只能流通一种硬币。这显然是从他父亲的某部法典中抄过来的，拥有造币厂的地方都被限制在了南部地区，包括伦敦和肯特，但不包括北韦塞克斯或其他区域。在艾塞斯坦的早期统治时期，各个地方都发行硬币，而且样式和风格迥异。但当他征服约克并迫使不列颠的其它王国俯首称臣之后，他发布了一个新的硬币样式，被称为'跨界'（Circumscription Cross）类型。硬币上镌刻'Rex Totius Britanniae'（整个不列颠的国王），用以宣扬他新的至高无上的身份。样币在韦塞克斯，约克和默西亚铸造（在默西亚铸造的硬币上镌刻'Rex Saxorum'），但是没有在东盎格利亚或丹麦人区铸造。9世纪30年代，新硬币正式发布，头戴三叉王冠的国王头像（crowned-bust）第一次出现在硬币上，上面的插图显示的就是该硬币的样式。最终这种货币在所有地区发行，只有默西亚除外，由于西韦塞克斯国王在默西亚人民衰亡的时候拯救了他们，默西亚地区发行了一种不带艾塞斯坦肖像的硬币，用以表达默西亚人对西韦塞克斯国王的缅怀之情。

### 宗教政策

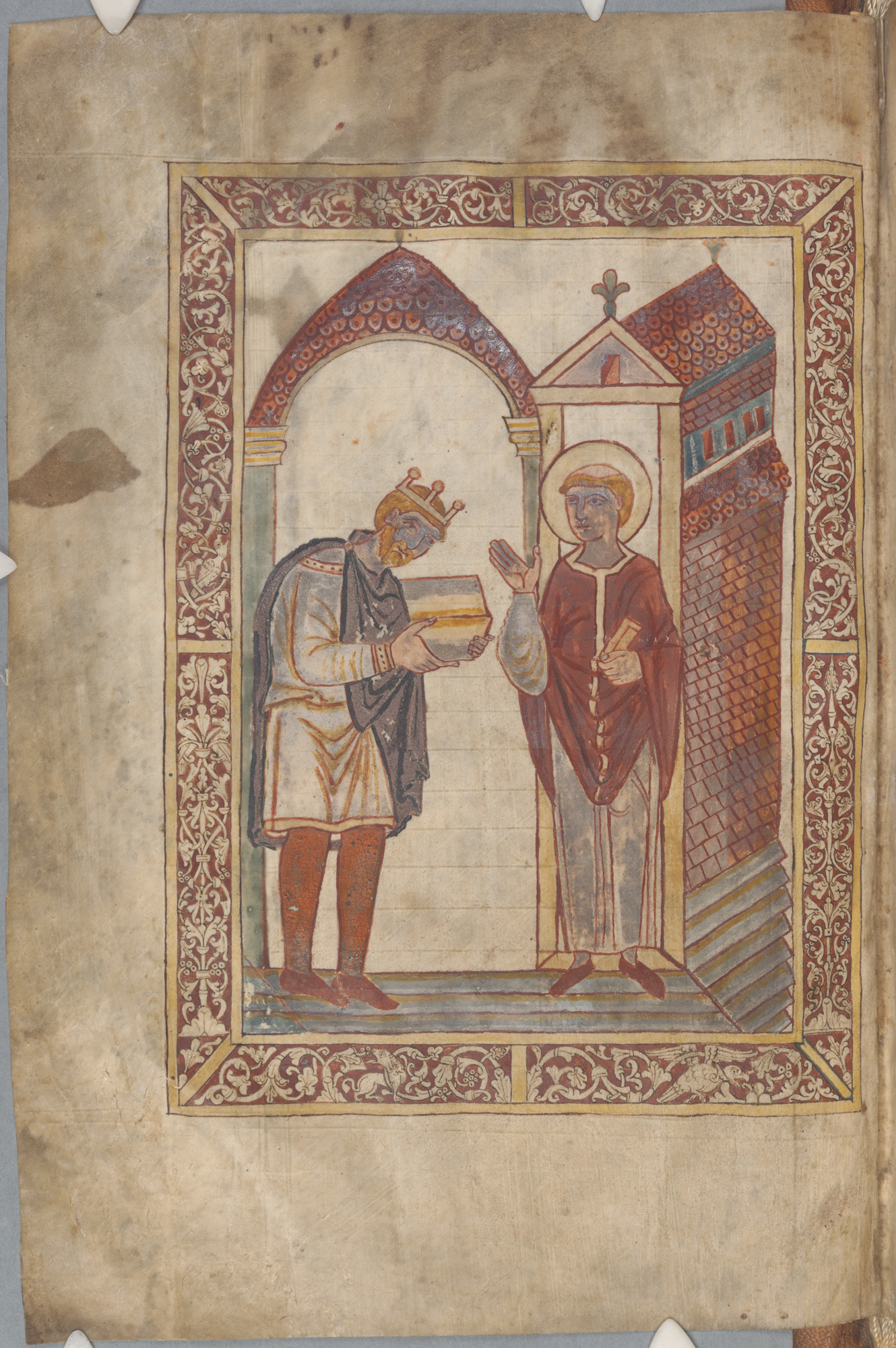
埃塞尔斯坦向圣卡斯伯特展示一本书。Illustration in a gospel book presented by Æthelstan to the saint's shrine in Chester-le-Street, the earliest surviving portrait of an English king. He wore a crown of the same design on his "crowned bust" coins.

埃塞尔斯坦不仅仅是一位卓越的国王和成功的军事领袖，而且他还是一位虔诚的信徒。在整个盎格鲁-撒克逊王朝统治时期，教会和国家无论在社会层面还是政治层面都保持着紧密的合作关系。神职人员不仅参加皇家宴会而且还参加御前会议。在艾塞斯坦的统治期间这种关系尤其紧密，尤其是当长者爱德华占领默西亚地区，并把坎特伯雷大主教置于西撒克逊管辖下，以及艾塞斯坦将北方教会第一次置于自己的管辖下之后。
艾塞斯坦任命他自己的亲信们担任韦塞克斯地区的主教，很大可能是对抗温彻斯特主教佛利森斯坦的影响。在国王治下众多的牧师中，艾尔菲（Ælfheah）成为了威尔士主教，伯恩斯坦则接替了佛利森斯坦担任温彻斯特主教。伯恩斯坦的继任者则是另一位皇家牧师艾尔菲（秃头者）（Ælfheah the Bald）。在后来的爱德加统治时期复兴本笃会的艾森沃德早年就在艾塞斯坦的内阁中服务，根据沃夫斯坦（Wulfstan the Cantor）为其所作的传记“艾森沃德的大部分时间都在皇家要塞（royal burh）中，与国王在一起，他成为了国王的密臣”。艾塞斯坦任命他为自己的神父。
埃塞尔斯坦试图与欧洲大陆的其他教会保持紧密的关系。在被任命为伍斯特主教之前柯恩沃德是皇家牧师，929年他陪同艾塞斯坦的两个同父异母的妹妹前往萨克森公国，未来的神圣罗马帝国皇帝奥托一世会选择其中一人为妻。柯恩沃德借此游历了德国境内的很多修道院，并且以艾塞斯坦的名义赠送了大量礼物，作为回报修道院的修士们将会为艾塞斯坦和他身边的人祈祷。艾塞斯坦通过联姻增进了英格兰和萨克森公国的关系，而德国人的姓氏也第一次在英格兰皇族中出现了，柯恩沃德也借助书信继续保持与欧洲大陆教会之间的联系，随时关注欧洲大陆宗教变化。
艾塞斯坦是一位非常勤学的君主，他以收集各种书籍和历史遗物而闻名，积极欢迎各地教会的学者访问英格兰，尤其是来自布列塔尼和爱尔兰的学者。他与布列塔尼多尔大教堂（Dol Cathedral）的牧师们达成广泛的协议，当时由于诺曼人的入侵他们被流放到了法国中部，牧师们将布列塔尼地区的圣人遗物送往英格兰，当然很明显他们是希望得到艾塞斯坦的援助。这也导致英格兰对布列塔尼圣人遗物兴趣的激增。有一位著名的学者，文学家伊萨，他是个布列塔尼人，送给艾塞斯坦一种桌棋，名叫'Gospel Dice'，这是一位名叫达布·伊森的爱尔兰牧师带到班戈的。

### 对外政策
用苏拉·富特的话讲：“不管是谁，在他父母生了八，九个姐妹之后，都值得我们同情。”艾塞斯坦也不例外，不过就如同他父亲一样，他并不愿意把他的姐妹嫁给那些可能对他的统治造成威胁的英格兰贵族们，于是他转而寻求国外的贵族作为她们的丈夫。这也是他与欧洲宫廷保持紧密关系的重要原因之一，他把好几个同父异母的妹妹嫁给了欧洲贵族。其中一个嫁给了未来的神圣罗马帝国皇帝奥托一世，他是亨利一世的儿子。布列塔尼公爵阿兰二世和挪威国王哈拉尔一世的儿子哈康一世，都曾被艾塞斯坦收养。此外艾塞斯坦还为路易四世提供庇护，路易是法兰西国王查理三世和艾塞斯坦的一个同父异母妹妹的儿子，在查理三世被废黜后流亡到英格兰。根据弗兰克·斯坦顿的说法：“从奥法统一盎格鲁-撒克逊，直到卡纽特大帝，再也没有任何一位英格兰国王能够像艾塞斯坦那样与欧洲宫廷保持这样广泛的，长期的紧密关系的了。”
埃塞尔斯坦也许曾经考虑过称帝：尽管他是第一位自称r[ex] tot[ius] B[ritanniae]（整个不列颠的国王）,但在一些土地证书上他使用了希腊文統治者「巴西琉斯」的敬称。根据威廉记载，埃塞尔斯坦收集了很多历史遗物，包括罗马帝国皇帝君士坦丁大帝的剑，第一人神圣罗马帝国皇帝查理大帝的矛，这说明艾塞斯坦也想成为历史上伟大皇帝中的一位。
虽然他利用联姻建立起很多联盟，但他自己却没有结婚也无子嗣，这也许是他对宗教圣洁的一种献身。一本12世纪的史书Liber Eliensis中指出“国王艾塞斯坦之女，埃迪尤丝”很可能是错误的，其实她是艾塞斯坦妹妹的孩子。

## 去世

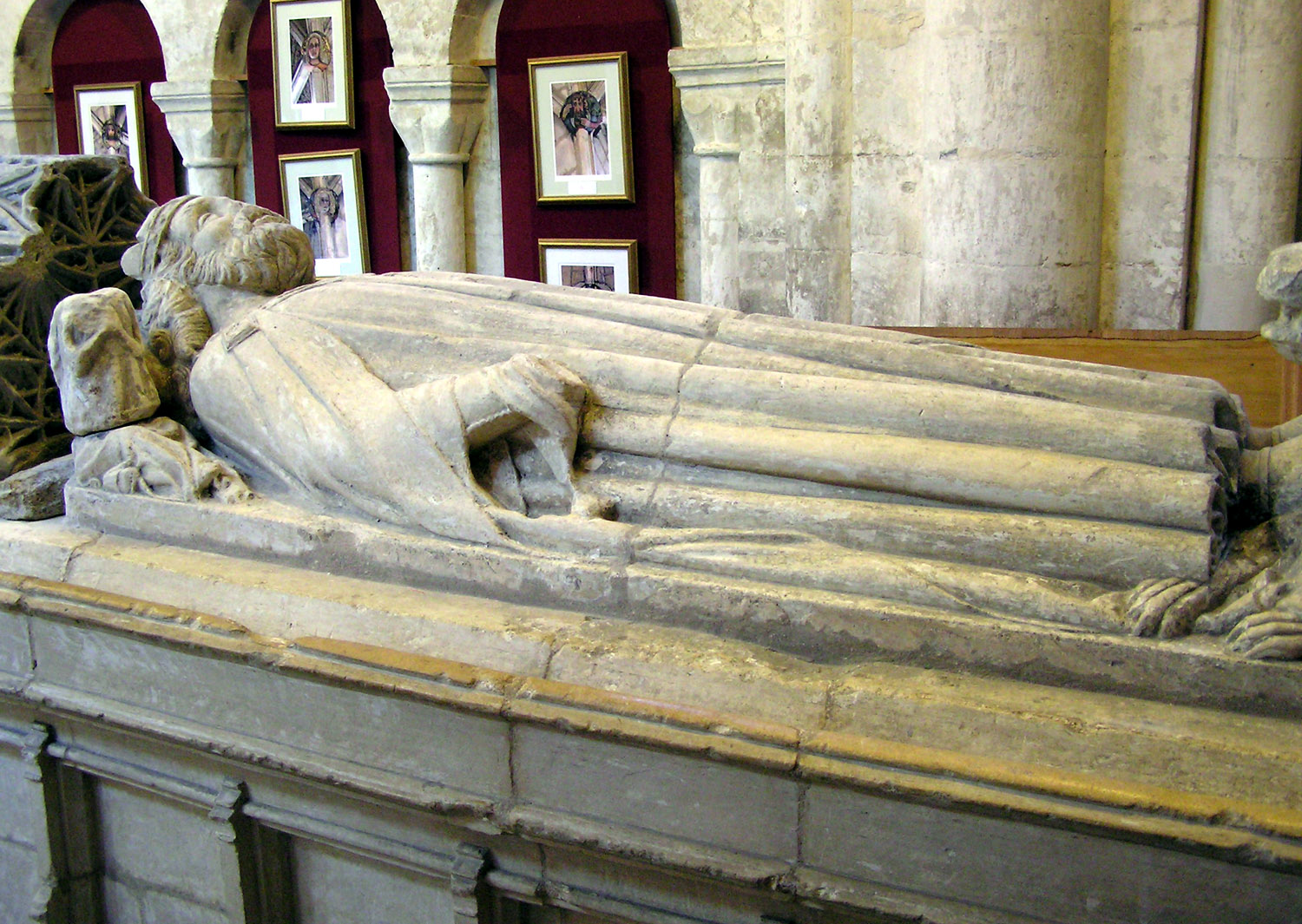
15世纪在马姆斯伯里修道院修建的埃塞尔斯坦空墓

埃塞尔斯坦于939年10月27日在格洛斯特去世。他的祖父阿尔弗雷德、父亲爱德华和异母弟埃尔夫沃德都葬于温切斯特，但由于温切斯特在埃塞尔斯坦统治时期曾经反对过他，他不想让自己的墓地坐落在这里。根据遗嘱，他被葬于马姆斯伯里修道院，在那里埋葬着他的那些在布鲁南博尔之役中战死的表兄弟们，没有其他威塞克斯王室成员葬在那里。根据马姆斯伯里的威廉所述，埃塞尔斯坦的选择表现了对修道院以及记忆中的该院7世纪修道院院长圣奥尔德赫姆的奉献。威廉描述埃塞尔斯坦有着俊美的头发，“我曾经亲眼见过，美丽的缠绕在一起的金丝般的头发”。他的遗骨在十六世纪英格兰宗教改革期间遗失，现在只有一具15世纪的棺椁用来纪念他。:25, 186–87, 243:254–255

## 后事
埃塞尔斯坦死后，约克人立即选择了都柏林的维京人国王奥拉夫三世（或是他的堂亲奥拉夫四世做他们的国王，盎格鲁-撒克逊控制的北方，在经过布鲁南博尔之战后，表面上看起来非常平静，但随即土崩瓦解。埃塞尔斯坦异母弟弟埃德蒙一世和埃德雷德统治期间，主要致力于恢复对失去领土的控制。奥拉夫抓住东部地区，主要建立了华特林古道。941年，奥拉夫去世，爱德蒙收复了英格兰中东部地区，并在944年收复了约克。埃德蒙死后，维京人再度控制约克，但仅在954年，诺森布里亚人就最终将他们的挪威维京人国王血斧埃里克驱逐，并屈服于埃德雷德，盎格鲁-撒克逊对整个英格兰的控制最终恢复。:472–473

## 引用
1. ↑  Dumville, ch. IV; Foot, 2011
2. ↑  Keynes, 'Edward, King of the Anglo Saxons'., p. 61
3. ↑  Williams, Athelstan
4. ↑  Lapidge, pp. 49, 89
5. 1 2  Stenton, Frank. . Oxford University Press. 1971. ISBN 978-0-19-280139-5.
6. ↑  Keynes, Simon; Lapidge, Michael (编). . Penguin Classics. 1983. ISBN 978-0-14-044409-4.
7. 1 2 3  Miller, Sean. . Oxford Dictionary of National Biography (Oxford University Press). 2004  [2013年4月28日]. doi:10.1093/ref:odnb/8514. （原始内容存档于2019年9月25日）. 参数|encyclopedia=与模板{{cite book}}不匹配（建议改用{{cite encyclopaedia}}或|work=） (帮助)
8. ↑  Costambeys, Marios. . Oxford Dictionary of National Biography (Oxford University Press). 2004  [25 October 2013]. doi:10.1093/ref:odnb/8907. 参数|encyclopedia=与模板{{cite book}}不匹配（建议改用{{cite encyclopaedia}}或|work=） (帮助)
9. ↑  Charles-Edwards, T. M. . Oxford University Press. 2013. ISBN 978-0-19-821731-2.
10. ↑  Cooper, Tracy-Anne. . Journal of World History. March 2013, 24 (1): 189–192  [2013年12月9日]. doi:10.1353/jwh.2013.0025. （原始内容存档于2013年10月29日）.
11. 1 2  Dumville, David. . Boydell Press. 1992. ISBN 978-0-85115-308-7.
12. 1 2 3 4 5 6 7 8 9 10 11  Foot, Sarah. . Yale University Press. 2011. ISBN 978-0-300-12535-1.
13. ↑  Dumville, pp. 142-143
14. ↑  Miller, Æthelstan
15. ↑  Foot, 2011, pp. 71-73
16. ↑  Foot, 2011, p. 247
17. ↑  Foot, 2011, pp. 117-124
18. ↑  Karkov, p. 55
19. 1 2  Foot, Sarah. . Oxford Dictionary of National Biography (Oxford University Press). 2004  [2012年6月9日]. doi:10.1093/ref:odnb/833. （原始内容存档于2019年6月14日）. 参数|encyclopedia=与模板{{cite book}}不匹配（建议改用{{cite encyclopaedia}}或|work=） (帮助)
20. ↑  Abels, Richard, , Longman, 1998, ISBN 0-582-04047-7
21. 1 2  Keynes, Simon. . Reuter, Timothy  (编).  III. Cambridge University Press. 1999: 456–484. ISBN 0-521-36447-7.
22. ↑  Yorke, Barbara. . N. J. Higham & D. H. Hill  (编). . Routledge. 2001. ISBN 0-415-21497-1.
23. ↑  Yorke, Barbara. . The Boydell Press. 1997. ISBN 978-0-85115-705-4.
24. ↑  Lapidge, Michael. . The Hambledon Press. 1993. ISBN 1-85285-012-4.
25. ↑  Wood, Michael. . Penguin. 1999. ISBN 0-14-024733-5.
26. ↑  Nelson, Janet. . Ashgate. 1999. ISBN 0-86078-802-4.
27. ↑  Ryan, Martin J. . Higham, Nicholas J.; Ryan, Martin J.  (编). . Yale University Press. 2013. ISBN 978-0-300-12534-4.
28. ↑  Williams, Ann. . Williams, Ann; Smyth, Alfred P.; Kirby, D. P.  (编). . Seaby. 1991. ISBN 1-85264-047-2.
29. ↑  Foot, 2011, p. 37
30. ↑  Keynes, 'Edward, King of the Anglo Saxons', p. 51
31. ↑  Foot, 2011, p. 17
32. ↑  Keynes, 'Rulers of the English', p. 514
33. ↑  Foot, 2011, pp. 40, 73-74
34. ↑  Nelson, pp. 125-126
35. ↑  Foot, 2011, pp. 75, 83n, 98; Thacker, pp. 254-55
36. ↑  Foot, 2011, pp. 39-43, 87; Stenton, pp. 355-56; Williams, Athelstan
37. ↑  Thacker, pp. 257-258; Foot, 2011, p. 48
38. ↑  Hart, Sihtric; Thacker, p. 257
39. ↑  Foot, 2011, p. 18; Stenton, p. 340; Miller, Æthelstan
40. ↑  Woolf, pp. 150-151
41. ↑  Foot, 2011, pp. 12-19
42. ↑  Kirby, Hywel Dda
43. ↑  Foot, 2011, p. 162 n.; Woolf, p. 151
44. ↑  Higham, p. 190; Foot, 2011, 18-20; Williams, Ealdred; Stenton, pp. 340-341
45. ↑  Foot, 2011, p. 164; Padel, Cornwall; Stenton, pp. 341-342; Loyn, pp. 299-300
46. ↑  Foot, p. 20
47. ↑  Williams, Ealdred; Woolf, p. 158
48. ↑  Karkov, pp. 66-67
49. ↑  Woolf, p. 158
50. ↑  Maddicott, pp. 7-13
51. ↑  Foot, 2011, pp. 20, 163; Loyn, pp. 292-299
52. ↑  Higham, p. 192
53. ↑  Foot, 2011, pp. 164-165; Woolf, pp. 158-165
54. ↑  Foot, 2011, pp. 87-88, 165-67; Woolf, pp. 158-66
55. ↑  Woolf, pp. 166-68.
56. ↑  Foot, 2011, pp. 169-171; Higham, p. 193; Stenton, pp. 342-343; Woolf, pp. 168-169; Smyth, pp. 202-204
57. ↑  Woolf, p. 169
58. ↑  Foot, 2011, p. 211; Smyth, p. 204
59. ↑  Translated in Woolf, pp. 172-73
60. ↑  Foot, 2011. 172-179; Scragg, Battle of Brunanburh, Higham, p. 193
61. ↑  Foot, 2011, pp. 171-172; Woolf, p. 174
62. ↑  Foot, 2011, pp. 129-130; Hart, Athelstan 'Half King', p. 121; Stafford, Ealdorman
63. ↑  Foot, 2011, p. 10
64. ↑  Foot, 2011, pp. 63, 79; Stenton, p. 352; Maddicott, p. 4
65. ↑  Foot, 2011, p. 138, Wormald, pp. 290-308, 430-440
66. ↑  Foot, 2011, pp. 136-140; Wormald, pp. 290, 299-300; Brooks, p. 218
67. ↑  Foot, 2011, pp. 140-142
68. ↑  Wormald, p. 308; Keynes, 'Royal Government and the Written Word', p. 237
69. ↑  Foot, 2011, pp. 151-157
70. ↑  Foot, 2011, pp. 94-96
71. ↑  Foot, 2011, pp. 97, 107-108; Yorke, Æthelwold
72. ↑  Foot, 2011, pp. 101-102
73. ↑  Foot, 2011, pp. 99-107, 190-191
74. ↑  Foot, 2011, pp. xvi, 44
75. ↑  Stenton, p. 344
76. ↑  Foot, 2011, pp. 59, 249
77. ↑  Thacker, Alan. . N. J. Higham & D. H. Hill  (编). . Routledge. 2001. ISBN 0-415-21497-1.
78. ↑  Halloran, Kevin. . Northern History (University of Leeds). September 2013, 50 (2). doi:10.1179/0078172X13Z.00000000042.[永久]